# 杜博冰川
杜博冰川（英語：DuBeau Glacier）是南極洲的冰川，位於威爾克斯地，在1955年根據美國海軍拍攝的空中照片繪入地圖，該冰川現時由南極條約體系管理。